# Dimeresia
Dimeresia é um género botânico pertencente à família Asteraceae.